# Cabinet Inlet
Das Cabinet Inlet (in Argentinien Ensenada Gabinete, in Chile Ensenada Reales Cédulas) ist eine rund 58 km lange, fjordartige und vereiste Bucht an der Foyn-Küste des Grahamlands auf der Antarktischen Halbinsel. Ihre Einfahrt zwischen dem Kap Alexander und dem Kap Robinson erreicht eine Breite von etwa 43 km. 
Erste Luftaufnahmen des Gebiets gelangen 1947 während der Ronne Antarctic Research Expedition (1947–1948). Kartografisch erfasst wurde die Bucht im selben Jahr durch den Falkland Islands Dependencies Survey (FIDS), der sie nach dem britischen Kriegskabinett (englisch war cabinet) benannte, das den Survey 1943 gegründet hatte. Die argentinische Benennung ist eine bloße Übersetzung des englischen Namens ins Spanische. Namensgeberin der chilenischen Benennung ist dagegen die päpstliche Bulle von Alexander VI., in welcher die spanische Hoheit über die in diesen Breiten befindlichen Gebiete zugesichert wurde.